# Herb gminy Ojrzeń
Herb gminy Ojrzeń – jeden z symboli gminy Ojrzeń, autorstwa Roberta Szydlika, ustanowiony 13 marca 2014.

## Wygląd i symbolika
Herb przedstawia na tarczy w polu srebrnym dąb zielony z żołędziami złotymi a na jego pniu godło herbu Brodzic, tj. trzy złote krzyże zaćwieczone na takiejż toczenicy w rosochę.
Dąb symbolizuje rosnący w Młocku dąb szypułkowy Uparty Mazur, a godło herbu Brodzic nawiązuje do Żochowskich, rodu szlacheckiego pochodzącego z obszaru współczesnej gminy.